# 经学家
經學家，專門指稱闡釋、註解、研究與宣傳儒家經書（或逕稱「經學」）的學者，即主要传承研究古代典籍文献以及这些文献中的思想。这些人往往还同时拥有经籍思想之外的学术造诣。官方的經學家通常具有博士、助教之類的官職，但在歷史上出名的人物通常是民間學者。

## 研究內容
構成儒家經書的基礎是《詩》、《書》、《禮》、《易》、《春秋》此《五經》，經過各學派間的長期分化、傳承而演變出「六經」、「七經」、「九經」、「十三經」等體系。
在漢代的圖書分類，《論語》和五經屬於「六藝」（分為九類），《孟子》則屬於「諸子」中的儒家類，這是因為孔子與六藝的內容共同為諸子百家引述或是批評，而《孟子》則是僅止於儒者的一家之言。在漢武帝親政之後，根據儒家學士的建議設立了「五經博士」，正式根據五經的內容來教授、拔舉官吏，而後《論語》和《孝經》得到官方重視，進一步擴大經書的內容。
到了唐代，官方科舉正式納入《三禮》、《春秋三傳》，晚期經由韓愈等人的提倡，《孟子》得到重視，並在宋代確立為經學的內容之一。
但即使如此，經學家仍是以五經為主要研究對象，進而旁涉其他儒學著作，但這個觀點並不是絕對的。

## 經學家與理學家
顧炎武認為「經學即理學」，兩者異文同義。這種說法本為挽救明代儒學的流弊，主張儒家學者應該重返經書、重新去仔細閱讀經書。在清代，學術上有所謂的「漢宋之爭」，儒學被劃分為「漢學」（經學）與「宋學」（理學）兩個對立卻又相互影響的內容。前者由阮元大力提倡，獲得許多民間學者（如：惠棟）的支持，後者以姚鼐、方苞為代表，同時也是官方科舉的考試內容（以四書為主）。
目前的一個觀點是，漢宋之間的歧異在「文字訓詁」的方法和「性與天道」的關注上，這恐怕跟《論語》、《孟子》被列為經書的轉變有很大的關係，也因如此，清代的「十三經注疏」可能是目前經學和理學的研究者們惟一共同遵守的經書體系。